# Mecinus labilis
Mecinus labilis är en skalbaggsart som först beskrevs av Herbst 1795.  Mecinus labilis ingår i släktet Mecinus, och familjen vivlar. Arten är reproducerande i Sverige.